# The Work Which Transforms God
A The Work Which Transforms God a Blut aus Nord nevű francia black metal zenekar negyedik nagylemeze, melyet 2003-ban jelentetett meg Vindsval saját kiadója, az Appease Me…. Az albumot 2005-ben újra kiadta a Candlelight Records egy duplalemezes csomagban, új lemezborítóval, a Thematic Emanation of Archetypal Multiplicity EP-vel együtt. A The Work Which Transforms Godot tartják a Blut aus Nord legjelentősebb albumának.

## Az album dalai
| #   | Cím                           | Hossz |
| --- | ----------------------------- | ----- |
| 1.  | End                           | 1:50  |
| 2.  | The Choir of the Dead         | 6:42  |
| 3.  | Axis                          | 3:36  |
| 4.  | The Fall                      | 1:31  |
| 5.  | Metamorphosis                 | 5:22  |
| 6.  | The Supreme Abstract          | 2:59  |
| 7.  | Our Blessed Frozen Cells      | 7:55  |
| 8.  | Devilish Essence              | 2:06  |
| 9.  | The Howling of God            | 6:19  |
| 10. | Inner Mental Cage             | 2:57  |
| 11. | Density                       | 0:18  |
| 12. | Procession of the Dead Clowns | 9:55  |

## Előadók
- Vindsval – vokál, gitárok
- W.D. Feld – dobgép, elektronika, billentyűk
- GhÖst – basszusgitár

## Külső hivatkozások
- The Work Which Transforms God az Encyclopaedia Metallumon
- The Work Which Transforms God a Last.fm-en